# Nanacamila
Nanacamila är en ort i Mexiko.   Den ligger i kommunen Zacatlán och delstaten Puebla, i den sydöstra delen av landet, 120 km nordost om huvudstaden Mexico City. Nanacamila ligger 2 299 meter över havet och antalet invånare är 662.
Terrängen runt Nanacamila är huvudsakligen kuperad. Nanacamila ligger nere i en dal. Runt Nanacamila är det ganska tätbefolkat, med 54 invånare per kvadratkilometer. Närmaste större samhälle är Huauchinango, 19,4 km norr om Nanacamila. I omgivningarna runt Nanacamila växer huvudsakligen savannskog.